# Parafia św. Pawła Apostoła w Bielsku-Białej
Parafia pw. Świętego Pawła Apostoła w Bielsku-Białej – parafia rzymskokatolicka znajdująca się w Bielsku-Białej, na osiedlu Polskich Skrzydeł. Należy do Dekanatu Bielsko-Biała II – Stare Bielsko diecezji bielsko-żywieckiej. Erygowana w 1999. Jest prowadzona przez księży diecezjalnych.